# El Víbora
El Víbora est un périodique espagnol de bande dessinée actif de 1979 à 2005. Ses premiers numéros ont profondément renouvelé la bande dessinée espagnole.
Il a reçu en 1990 le prix Yellow-Kid italien de l'éditeur étranger.

## Documentation
- Arnaud de la Croix, « Anthologie el Víbora », dans Les Cahiers de la bande dessinée n°57, avril-mai 1984, p. 65
- Patrick Gaumer, « Víbora, El », dans Dictionnaire mondial de la BD, Paris, Larousse, 2010 (ISBN 9782035843319), p. 899-900.
- Jean-Pierre Martin, « La Coupe est pleine ! », dans Critix n°8, Bananas BD, hiver 1998-1999, p. 23-27.
- Pierre Polomé, « Le Miroir réfléchissant de La Cúpula », dans Critix n°8, Bananas BD, hiver 1998-1999, p. 28-33.
- Erwin Dejasse, "La revue El Vibora", capsule radiophonique enregistrée dans le cadre de l'émission  "Radio Grandpapier" , juin 2011, Bruxelles.